# Zuidplein (métro de Rotterdam)
Zuidplein (en français « place du Sud ») est une station de la section commune à la ligne D et la ligne E du métro de Rotterdam. Elle est située à côté de la place éponyme dans l'arrondissement Charlois, dans la partie sud de Rotterdam aux Pays-Bas. 
Mise en service en 1968, elle est depuis 2009, desservie par les lignes D et E du métro.

## Situation sur le réseau

Plan du métro.

Établie en aérien, la station Zuidplein, est située sur la section commune à la ligne D et la ligne E du métro de Rotterdam. Entre la station, de la section (D+E) Maashaven, en direction du terminus nord de la ligne D Rotterdam-Centrale et en direction du terminus nord de la ligne E La Haye-Centrale ; et la station Slinge, en direction du terminus sud de la ligne E Slinge et du terminus sud de la ligne D De Akkers,,.
Elle dispose des deux voies de la ligne, encadrées par deux quais latéraux.

## Histoire
La station Zuidplein est mise en service le 9 février 1968, lors de l'ouverture à l'exploitation de la première section de ligne du métro, de Rotterdam-Centrale à Zuidplein, dont elle est le terminus. Elle devient une station de passage lors de l'ouverture de la section suivante de Zuidplein à Slinge.
En décembre 2009, lors de la réorganisation et la nouvelle dénomination, des lignes du métro, elle devient une station de passage de la section commune à la ligne D et  la ligne E. Le 1er octobre 2011, l'agence service clients RET présent dans la station est fermée.

## Services aux voyageurs

### Accès et accueil
La station est accessible par des escaliers, des escaliers mécaniques. Elle dispose également d'un ascenseur pour l'accessibilité des personnes à la mobilité réduite. Elle est équipée notamment d'automates pour l'achat ou la recharge de titres de transport et d'un point d'information de l'exploitant RET.

Installations
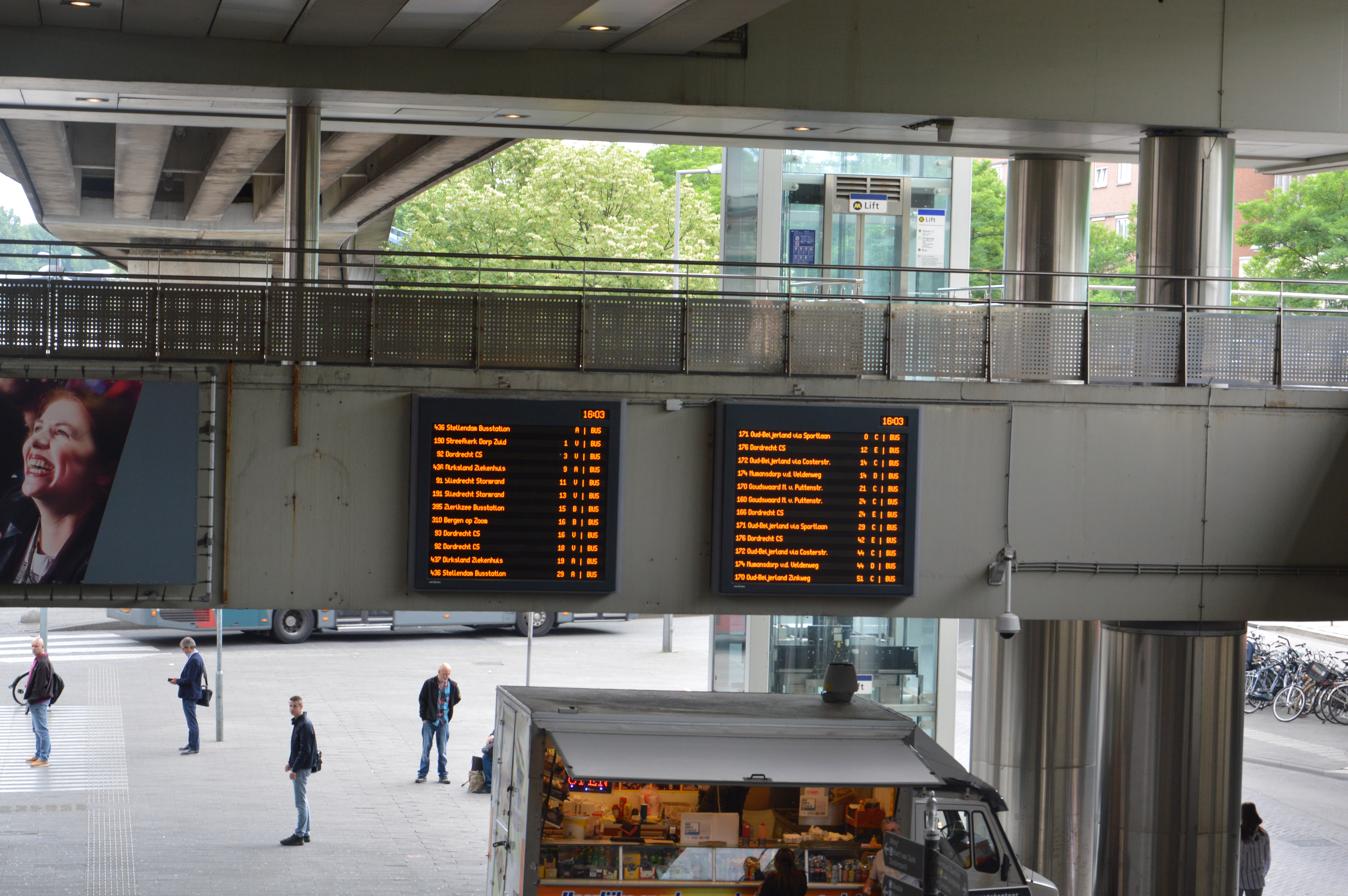
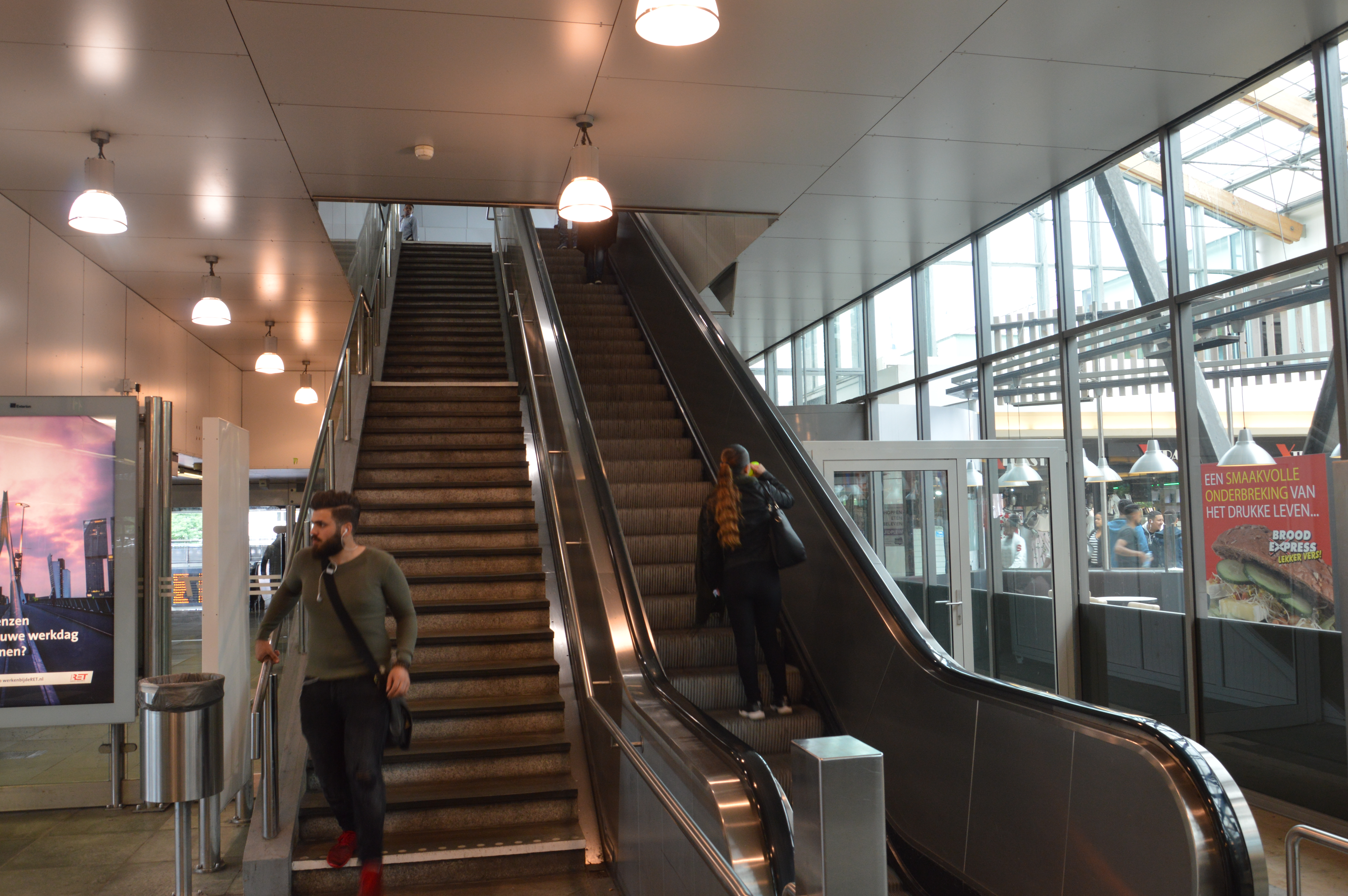
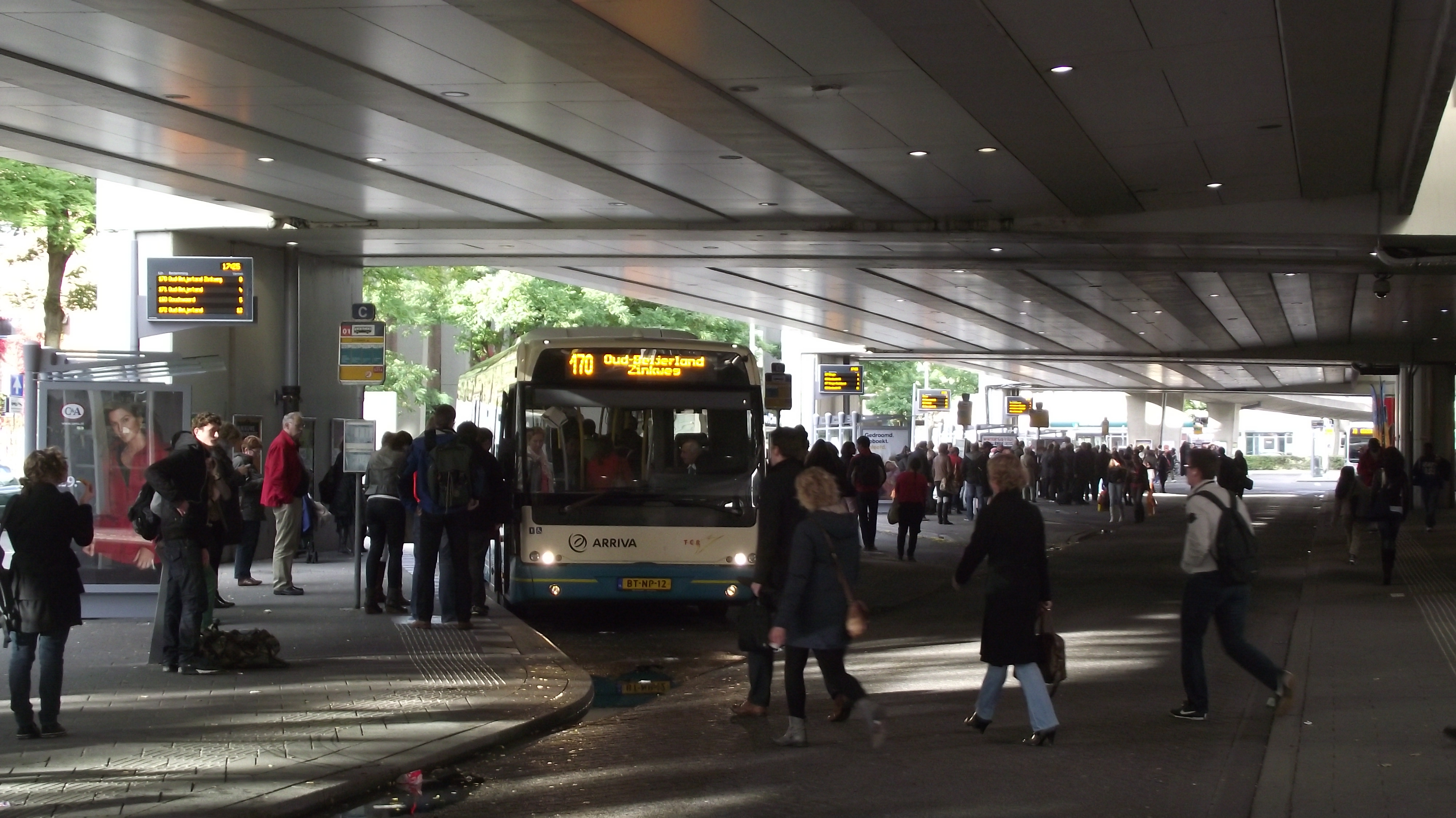

### Desserte
Maashaven est desservie par les rames de la ligne D et de la ligne E.

Installations et desserte
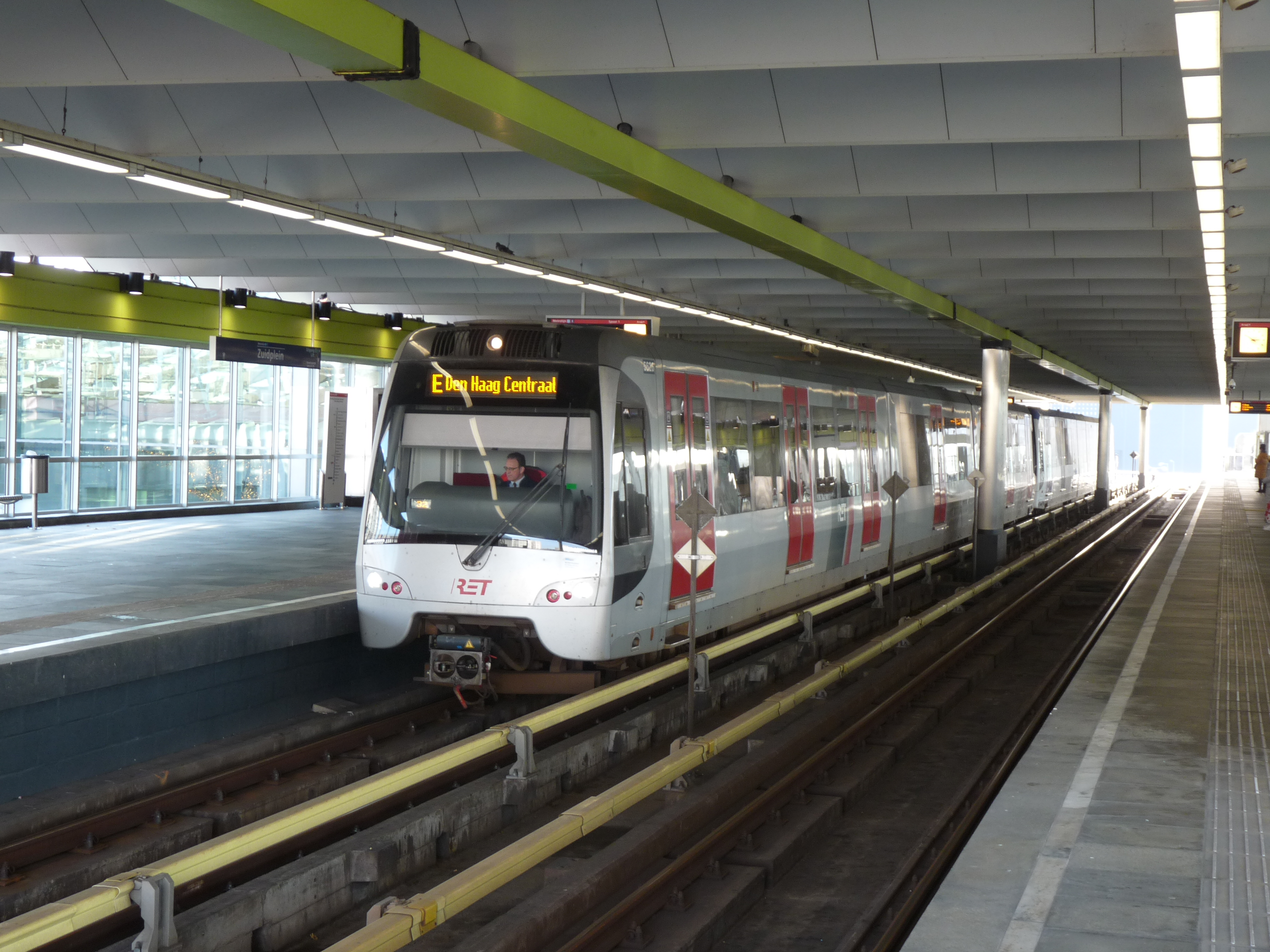
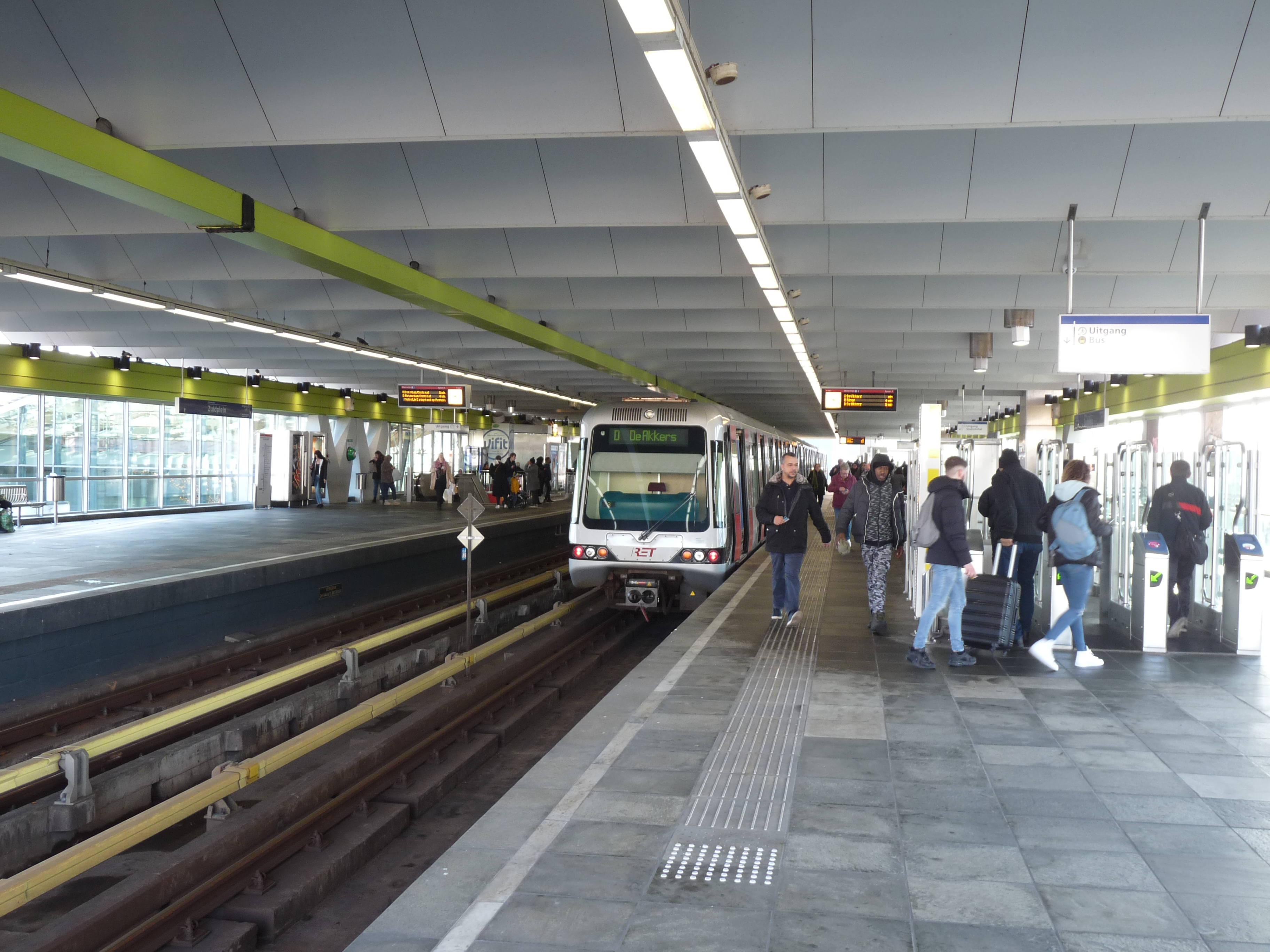
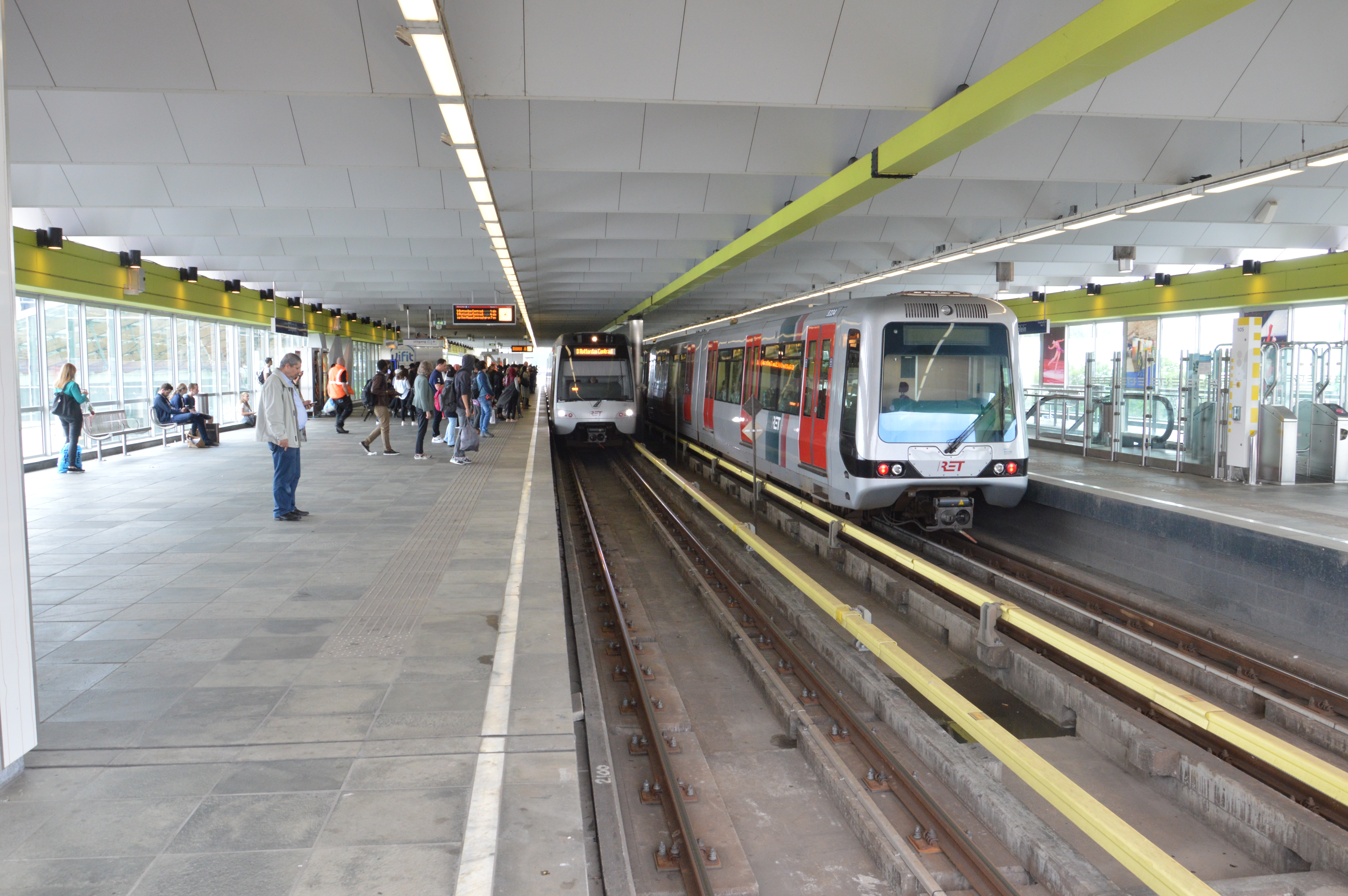

### Intermodalité
La station est desservie par les bus des lignes 44, 66, 67, 68, 69, 70, 72, 75, 76, 77, 82, 84, 142 et 143, ainsi que par les bus de nuit BOB des lignes B7 et B11.

## À proximité
- Centre commercial Zuidplein (nl)
- Hôpital Ikazia (nl)
- Rotterdam Ahoy